# Amtsgericht Gudensberg
Das Amtsgericht Gudensberg (bis 1867 Justizamt Gudensberg) war ein von 1822 bis 1943, als Zweigstelle bis 1971, bestehendes Gericht der ordentlichen Gerichtsbarkeit mit Sitz in der nordhessischen Stadt Gudensberg.

## Geschichte
Durch eine Verordnung vom 29. Juni 1821 wurden die zuvor gemeinsam ausgeübten Staatsgewalten Justiz und Verwaltung getrennt. Im kurhessischen wurde aus dem bisherigen Amt Gudensberg, das sowohl für die Verwaltung und die Justiz innerhalb seines Bezirks zuständig gewesen war, das Justizamt Gudensberg, das nur noch als Untergericht fungierte. Der Bezirk des Justizamtes Gudensberg bestand aus den Städten Gudensberg und Niedenstein und den benachbarten Dörfern Besse, Dissen, Dorla, Ermetheis, Gleichen, Grifte, Haldorf, Holzhausen am Hahn, Kirchberg, Lohne, Maden, Metze, Obervorschütz, Wehren, Werkel und Wichdorf.
Nach der Annexion Kurhessens durch das Königreich Preußen nach dem Deutschen Krieg erging im Juni 1867 eine königliche Verordnung, die die Gerichtsverfassung im vormaligen Kurfürstentum Hessen neu ordnete. Die bisherigen Gerichtsstellen wurden aufgehoben und durch Amtsgerichte in erster, Kreisgerichte in zweiter und ein Appellationsgericht in dritter Instanz ersetzt. Das bisherige Justizamt wurde in Amtsgericht Gudensberg umbenannt und dem Sprengel des Kreisgerichts Cassel zugeteilt.
Aufgrund des Gerichtsverfassungsgesetzes kam es mit Wirkung vom 1. Oktober 1879 in den Bezirk des neu errichteten Landgerichts Kassel; der Bezirk des Amtsgerichts Gudensberg änderte sich nicht. Im Jahre 1943 verlor das Amtsgericht Gudensberg seine Selbständigkeit und wurde zur Zweigstelle des Amtsgerichts Fritzlar.